# Glorious
A Glorious (magyarul: Pompás) egy dal, amely Németországot képviselte a 2013-as Eurovíziós Dalfesztiválon. A dalt a német Cascada formáció adta elő angol nyelven.

## Az Eurovíziós Dalfesztivál
A dal a 2013. február 14-én rendezett német nemzeti döntőben nyerte el az indulás jogát, ahol a nézők és a zsűri szavazatai valamint az internetes szavazás alakították ki a végeredményt. A dal a tizenkét fős döntőben az első helyen végzett 30 ponttal.
Mivel Németország tagja az „Öt Nagy”-nak, ezért nem kellett selejteznie a dalnak az elődöntőkben.
A május 18-án rendezett döntőben a fellépési sorrendben tizenegyedikként adták elő, a orosz Dina Garipova What If című dala után és az örmény Dorians Lonely Planet című dala előtt. A szavazás során 18 pontot kapott, mely a 21. helyet helyet jelentette a 26 fős mezőnyben.